# Подусельна
Подусельна (укр. Подусільна) — село в Перемышлянской городской общине Львовского района Львовской области Украины.
Население по переписи 2001 года составляло 316 человек. Занимает площадь 2,9 км². Почтовый индекс — 81261. Телефонный код — 3263.
Село известно по документам с 1462 года под различными названиями (Восильня, Вжильня, Подусильня) однокоренными слову "усилие", относящемуся к трудной для возделывания местной почве. Село было Польским до ее первого раздела, затем отошло обратно к Польше после 1919 года и после ВМВ отошло к СССР.